# Boleophthalmus
Boleophthalmus – rodzaj ryb z rodziny babkowatych (Gobiidae). 

## Występowanie
Zasiedlają wody słodkie, słonawe i słone od Indii, poprzez Chiny, Japonię, po płn. wybrzeże Australii.

## Klasyfikacja
Gatunki zaliczane do tego rodzaju są zgrupowane w podrodzinie Oxudercinae
- Boleophthalmus birdsongi
- Boleophthalmus boddarti - poskoczek Boddaerta[3]
- Boleophthalmus caeruleomaculatus
- Boleophthalmus dussumieri
- Boleophthalmus pectinirostris  - poskoczek grzebykowy[3]
- Boleophthalmus sculptus

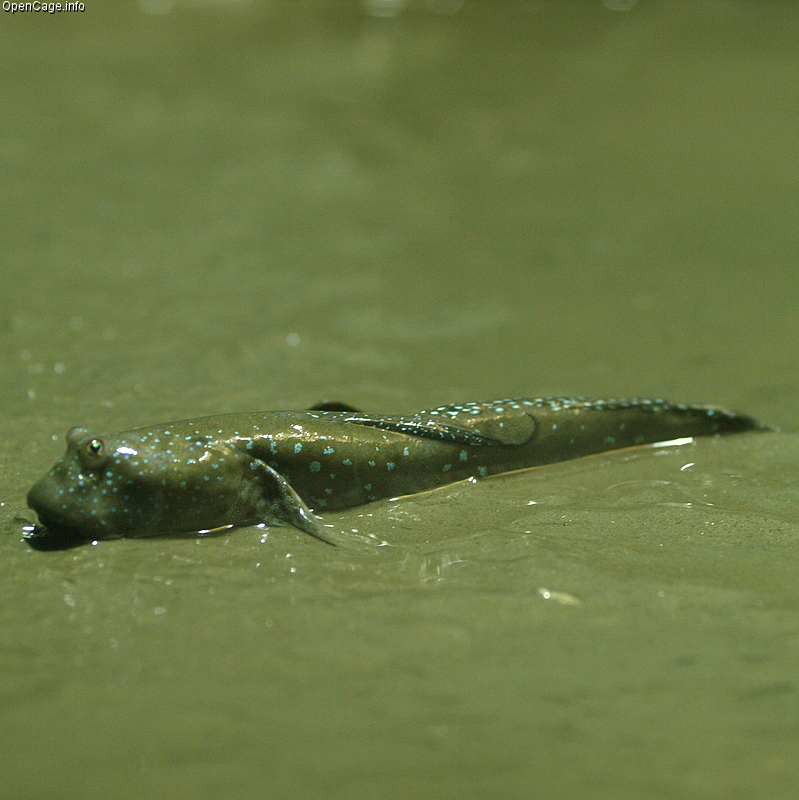
Boleophthalmus pectinirostris